# Wielkie Wniebowstąpienie
Wielkie Wniebowstąpienie, pełna nazwa: cerkiew Wniebowstąpienia Pańskiego (ros. Большое Вознесение), dla odróżnienia od cerkwi Małe Wniebowstąpienie – prawosławna cerkiew w Moskwie, siedziba parafii należącej do dekanatu centralnego eparchii moskiewskiej miejskiej. 
Pierwsza cerkiew pod tym wezwaniem została wzniesiona na tym miejscu przed 1619. Była to budowla drewniana. W latach 1685–1689 na jej miejscu wzniesiono nową murowaną świątynię. Budowa współcześnie istniejącego (XXI w.) obiektu sakralnego została zrealizowana w dwóch etapach. Od 1798 do 1816 wzniesiono przedsionek, zaś od 1827 do 1840 – główną nawę cerkwi. Projektantami całości byli J. Bové i F. Szestakow. Zachowali oni z pierwotnej murowanej konstrukcji jedynie dzwonnicę.
W XIX w. i na początku XX stulecia cerkiew, dzięki swoim walorom akustycznym, stała się świątynią szczególnie chętnie odwiedzaną przez moskiewską prawosławną inteligencję. W niej w 1831 brał ślub Aleksander Puszkin. Po rewolucji październikowej cerkiew pozostawała czynna do 1931, w niej w 1925 patriarcha moskiewski i całej Rusi Tichon odprawił ostatnią w życiu Świętą Liturgię. Po 1931 dzwonnica cerkiewna została zburzona. Obiekt zaadaptowano na pracownie, laboratorium instytutu energetycznego, a następnie na salę koncertową.
Budynek został zwrócony Rosyjskiemu Kościołowi Prawosławnemu w 1990. 23 września 1990 patriarcha moskiewski i całej Rusi Aleksy II osobiście poprowadził do niej procesję z soboru Zaśnięcia Matki Bożej na Kremlu moskiewskim. W 1999 obiekt został powtórnie poświęcony, do 2004 odbudowano dzwonnicę.